# 下奧井站
下奧井站（日语：／ Shimookui Eki */?）是位於富山縣富山市下奧井，富山地方鐵道富山港線的電車站。車站編號為C30。

## 歷史
- 1927年（昭和2年）6月1日 - 富岩鐵道（日语：富岩鉄道）車站啟用，開始旅客業務[2][3]。
- 1930年（昭和5年） - 開設貨物業務[4]。
- 1941年（昭和16年）12月1日 - 在公司合併後，成為富山電氣鐵道富岩線車站[5]。
- 1943年（昭和18年）
  - 1月1日 - 公司改名，成為富山地方鐵道富岩線車站[5]。
  - 6月1日 - 被國有化，成為鐵道省（國鐵）富山港線車站[6]。雖然為一般車站，但是不可在此站收集和交付貨物[6]。
- 1946年（昭和21年）7月1日 - 再次開始收集和交付貨物[7]。
- 1969年（昭和44年）10月1日 - 終止處理行李與小行李[8]。
- 1972年（昭和47年）10月2日 - 此站的營業範圍變為旅客、手提行李、小型行李與專用線到發車載貨物[9]。
- 1974年（昭和49年）10月1日 - 此站的營業範圍變為旅客、行李與專用線到發車載貨物[10]。
- 1982年（昭和57年）11月15日 - 車站不再處理專用線到發的車載貨物[11]。
- 1984年（昭和59年）2月1日 - 車站不再處理行李[12]。
- 1987年（昭和62年）4月1日 - 伴隨國鐵分割民營化，車站由西日本旅客鐵道（JR西日本）營運[3]。
- 2006年（平成18年）
  - 3月1日 - 車站廢止[5]。
  - 4月29日 - 富山輕軌接管富山港線，此站重開[5]。
- 2020年（令和2年）2月22日 - 隨著富山輕軌被富山地方鐵道收費合併，成為富山地方鐵道的電車站[13][14]。

## 車站構造
電車站是地面車站，設有2面1線的相對式月台（千鳥式月台）。兩月台間隔設有下奧井平交道。
月台為低地台，月台上設有上蓋。在富山輕軌富山港線各車站中，月台上蓋牆身被稱為「個性化牆」，牆身會展示該車站的周邊文化和歷史。此電車站月台牆身是由山口久美子設計，內容以舊車站大樓作為主題。此電車站月台牆身由富山化學工業贊助。
此站設有花壇，並由鄰近的住民、富山縣立富山聽覺綜合支援學校師生與富山化學工業員工負責打理。

### 月台
| 月台 | 路線      | 方向       |
| ---- | --------- | ---------- |
| 1    | ■富山港線 | 岩瀨濱方向 |
| 2    | ■富山港線 | 富山站方向 |

### JR富山港線時代
當時為地面車站，設有1面1線的單式月台。曾經此站可進行列車交會，設有2面2線的相對式月台，後來被撤走。

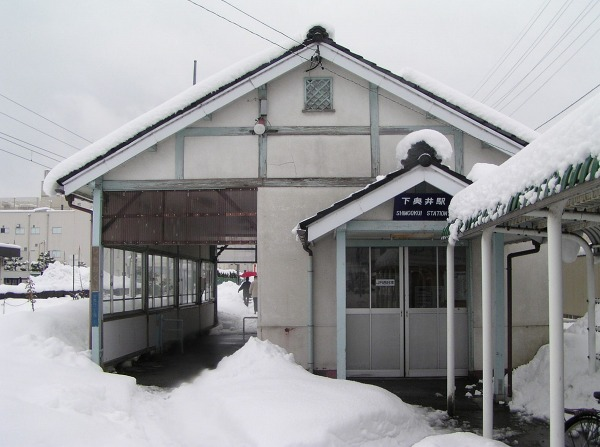
JR時代中最後的冬天 （2005年（平成17年）12月）
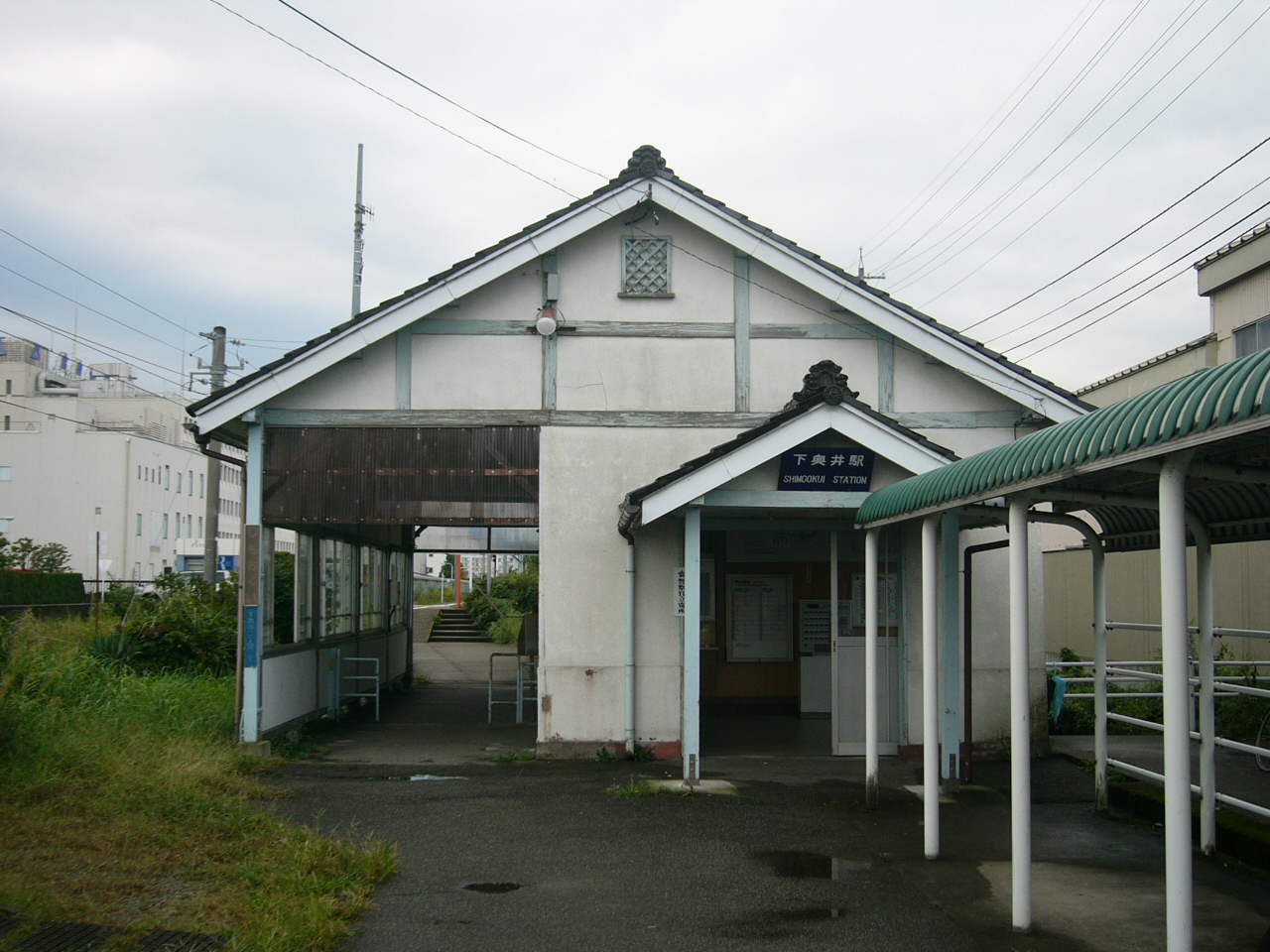
JR時代的下奧井站 （2005年（平成17年）10月）
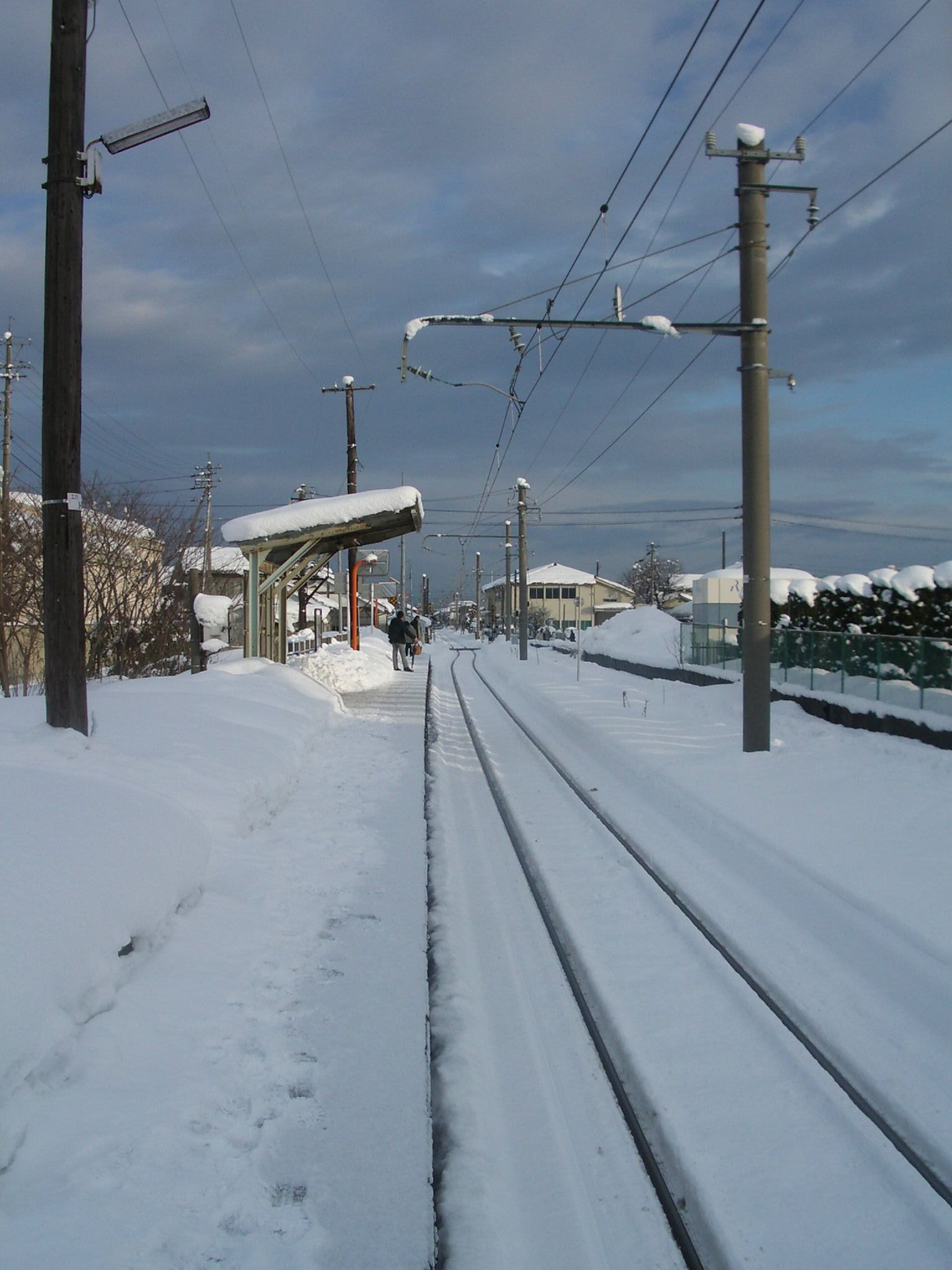
月台
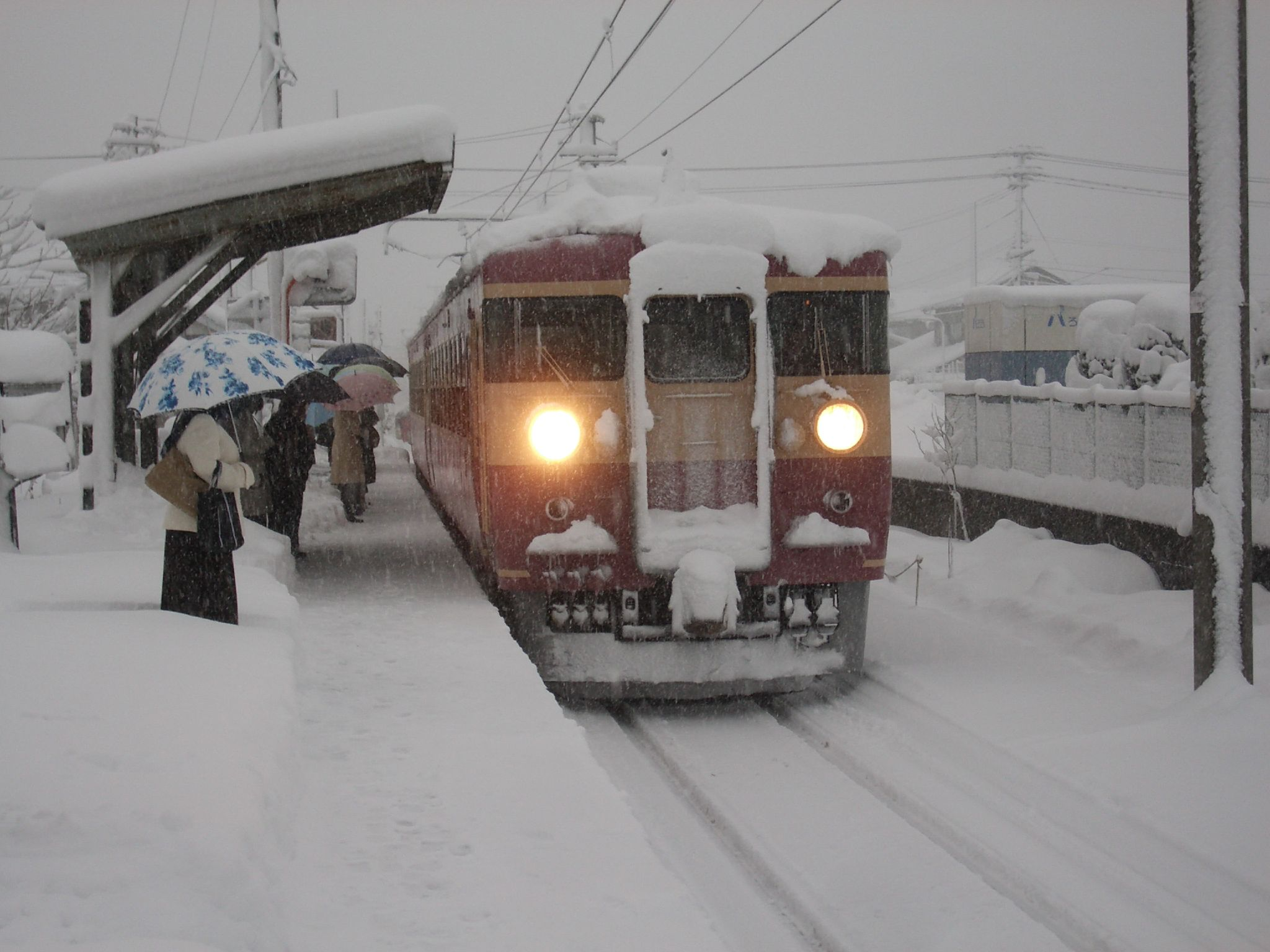
列車到達車站

## 貨物起卸

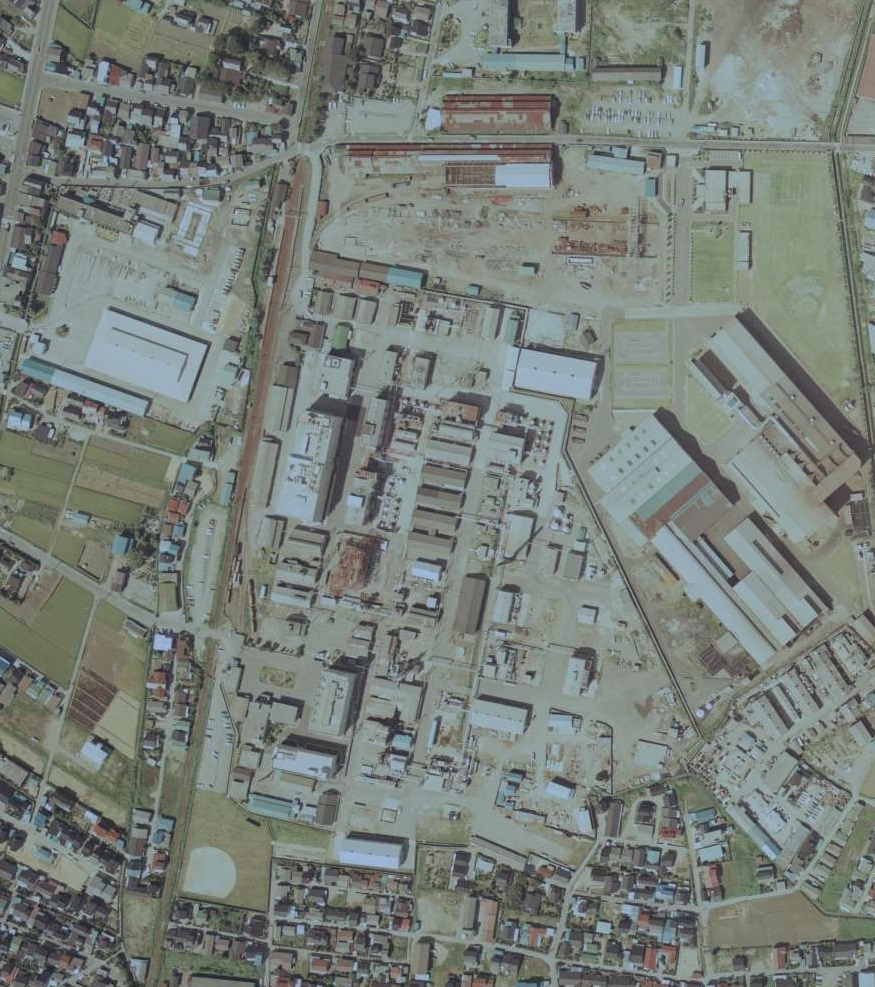
1975年（昭和50年）9月6日的車站與周邊之航空照片

此站的貨物起卸業務在1982年（昭和57年）11月15日終止。在終止前只會處理專用線到發的車載貨物。在全盛時期的1970年（昭和45年）度，當年起卸量合共3萬4821公噸。在1981年（昭和56年）度減少至6295公噸。在廢止後，貨物改在富山站與富山港站起卸。
在1953年（昭和28年）10月10日《鐵道公報》第1254號通報專用線一覧別表中，設有以下連接此站的專用線。
- 道益產業線（第三者使用：日本通運，動力：手推，作業里程：0.2公里）

截至1970年（昭和45年）10月1日，設有以下連接此站的專用線。
- 大谷製鐵線（物流公司等：日本通運和富山通運，動力：私家機車，作業里程：0.3公里，總延長里程：0.4公里）
- 富山化學工業線（物流公司等：富山通運、動力：手推，作業里程：0.2公里，總延長里程：0.3公里）

## 使用狀況
根據《富山縣統計年鑑》，以下為各年度一日平均乘車人次：
| 年度   | 1日平均 乘車人次 |
| ------ | ---------------- |
| 1997年 | 414              |
| 1998年 | 371              |
| 1999年 | 336              |
| 2000年 | 296              |
| 2001年 | 296              |
| 2002年 | 219              |
| 2003年 | 196              |
| 2004年 | 198              |
| 2005年 | 209              |

以下為近年1日平均上下車人次。
| 年度   | 1日平均 上下車人次 |
| ------ | ------------------ |
| 2013年 | 210                |
| 2014年 | 153                |
| 2015年 | 205                |
| 2016年 | 171                |
| 2017年 | 242                |
| 2018年 | 241                |

## 車站周邊
- 富山化學工業（日语：富山化学工業）富山事業所
- 富山縣立富山聽覺綜合支援學校（日语：富山県立富山聴覚総合支援学校）（立山重工業青年學校遺址[27]）
- 富山FM放送（日语：富山エフエム放送）（FM富山）總部
- 鬱金香電視台廣播中心、富山分社
- 富山市立奧田小學（日语：富山市立奥田小学校）

## 相鄰電車站
富山地方鐵道
■富山港線
奧田中學校前（C29）－下奧井（C30）－粟島（大阪屋分店前）（C31）

### 曾經存在的路線
西日本旅客鐵道
富山港線（舊線）
富山口－下奧井－越中中島

## 注腳
1. ↑  .   [2021年4月19日]. （原始内容存档于2021年3月5日） （日语）.
2. ↑  鐵道省編，《昭和九年十二月十五日現在 停車場一覧》（261頁），1935年（昭和10年）3月，川口印刷所出版部
3. 1 2  石野哲，《停車場変遷大事典　国鉄・JR編II》（162頁），1998年（平成10年）10月，JTB。但是，雖然書中指出此站為一般車站，車站啟用當初只有旅客業務（《ありがとう富山港線、こんにちはポートラム》書中37頁）。
4. ↑  「ありがとう富山港線、こんにちはポートラム」編集委員會編，《ありがとう富山港線、こんにちはポートラム》（37頁），2006年（平成18年）5月，TC出版
5. 1 2 3 4  今尾惠介監修，《日本鉄道旅行地図帳 全線・全駅・全廃線 6号》（35頁），2008年（平成20年）10月，新潮社
6. 1 2  昭和18年鉄道省告示第119号（《官報》，1943年（昭和18年）5月25日，大藏省印刷局）
7. ↑  昭和21年運輸省告示第192号（《官報》，1946年（昭和21年）7月1日，大藏省印刷局）
8. ↑  昭和44年日本國有鐵道公示第309號（《官報》，1969年（昭和44年）10月1日，大藏省印刷局）
9. ↑  昭和47年日本國有鐵道公示第261號（《官報》，1972年（昭和47年）10月2日，大藏省印刷局）
10. 1 2  昭和49年日本國有鐵道公示第208號（《官報》，1974年（昭和49年）9月12日，大藏省印刷局）
11. 1 2  昭和57年日本國有鐵道公示第168號（《官報》，1982年（昭和57年）11月13日，大藏省印刷局）
12. ↑  昭和59年日本國有鐵道公示第174號（《官報》，1984年（昭和59年）1月30日，大藏省印刷局）
13. ↑  . 日本経済新聞. 2020-02-21  [2020-02-22]. （原始内容存档于2020-02-22） （日语）.
14. ↑  . 日本経済新聞. 2019-10-01  [2020-02-22]. （原始内容存档于2019-10-05） （日语）.
15. ↑  川島令三編，《中部ライン 全線・全駅・全配線第7巻 富山・糸魚川・黒部エリア》（18和85頁），2010年（平成22年）10月，講談社
16. ↑  室哲雄，「日本初の本格的なLRTの導入・その成果と今後の展開――富山県富山市――」，《IATSS review》第34卷2號所收，2009年（平成21年）8月，國際交通安全學會
17. 1 2  富山市監修・富山ライトレール記録誌編集委員会編，《富山ライトレールの誕生 日本的本格的LRTによるコンパクトなまちづくり》（87頁），2007年（平成19年）9月，富山市
18. ↑  キバナコスモス見ごろ 富山ライトレール下奥井駅 （页面存档备份，存于）（日語） - 2010年（平成22年）8月17日，北日本新聞社
19. ↑  住民ら球根掘り ライトレール下奥井駅[]（日語） - 2017年（平成29年）6月16日，北日本新聞社
20. 1 2  相賀徹夫，《国鉄全線各駅停車7 北陸・山陰510駅》（172頁），1984年（昭和59年）1月，小學館
21. ↑  志村隆編，《JR全線・全駅舎 西日本編（JR東海・JR西日本・JR四国・JR九州》（103頁），2004年（平成16年）4月，學習研究社
22. 1 2  「富山港線の下奥井、蓮町駅 貨物取扱を廃止 来月15日から」，《北日本新聞》（20面），1982年（昭和57年）10月29日，北日本新聞社
23. ↑  名取紀之、瀧澤隆久編，《RM POCKET 11 トワイライトゾ～ン・マニュアルⅣ》，1995年（平成7年）10月，Neko出版
24. ↑  統計年鑑 （页面存档备份，存于）（日語） - 富山縣
25. ↑  国土数値情報(駅別乗降客数データ)2011-2015年  （页面存档备份，存于）（日語） -　不同站的上落人次地圖 ，2019年9月4日參閲
26. ↑  国土数値情報　駅別乗降客数データ  （页面存档备份，存于）（日語） - 國土交通省，2020年9月15日參閲
27. ↑  富山縣立富山蠟學校「平成21年度學校要覧[]（日語）」

## 外部連結
- 下奧井站 時間表PDF（日語） - 富山地方鐵道
- 下奧井站（日語） - 西日本旅客鐵道（存檔）